# Bellator 242
Bellator 242: Bandejas vs. Pettis è stato un evento di arti marziali miste tenuto dalla Bellator MMA il 24 luglio 2020 al Mohegan Sun Arena di Uncasville negli Stati Uniti.

## Risultati
|                  | Divisione    |                |           |                 | Metodo                                      | Round     | Tempo     | Premio    |
| Main Card        | Main Card    | Main Card      | Main Card | Main Card       | Main Card                                   | Main Card | Main Card | Main Card |
| ---------------- | ------------ | -------------- | --------- | --------------- | ------------------------------------------- | --------- | --------- | --------- |
|                  | Pesi gallo   | Sergio Pettis  | batte     | Ricky Bandejas  | Decisione unanime (30-27, 30-27, 30-27)     | 3         | 5:00      |           |
|                  | Pesi welter  | Jason Jackson  | batte     | Jordan Mein     | Decisione unanime (30-27, 30-27, 30-27)     | 3         | 5:00      |           |
|                  | Pesi piuma   | Jay Jay Wilson | batte     | Tywan Claxton   | Decisione non unanime (27-30, 29-28, 30-27) | 3         | 5:00      |           |
|                  | Pesi piuma   | Aaron Pico     | batte     | Solo Hatley Jr. | Sottomissione (rear-naked choke)            | 1         | 2:10      |           |
| Card Preliminare |              |                |           |                 |                                             |           |           |           |
|                  | Pesi welter  | Mark Lemminger | batte     | Jake Smith      | KO tecnico (pugni)                          | 2         | 4:46      |           |
|                  | Pesi gallo   | Raufeon Stots  | batte     | Cass Bell       | Sottomissione (rear-naked choke)            | 3         | 1:24      |           |
|                  | Pesi massimi | Ras Hylton     | batte     | Rudy Schaffroth | Decisione unanime (29-28, 29-28, 29-28)     | 3         | 5:00      |           |